# Joachim Mückenberger
Joachim Mückenberger (auch Jochen Mückenberger, * 11. August 1926 in Chemnitz; † 19. März 2020 in Potsdam) war ein deutscher Kulturwissenschaftler und Kulturpolitiker. Er war von 1961 bis 1966 Generaldirektor des Filmunternehmens DEFA und von 1967 bis 1991 Generaldirektor der Staatlichen Schlösser und Gärten Potsdam-Sanssouci.

## Leben
Mückenberger wurde 1926 als Sohn eines Bäckers geboren und machte eine Ausbildung für den gehobenen Dienst bei der Deutschen Reichsbahn. Er beantragte am 21. Februar 1944 die Aufnahme in die NSDAP und wurde zum 20. April desselben Jahres aufgenommen (Mitgliedsnummer 9.993.724). Im Zweiten Weltkrieg wurde er als Soldat eingezogen und geriet an der Westfront in amerikanische, später in französische Kriegsgefangenschaft. Nach seiner Rückkehr nach Chemnitz trat er in die Sozialistische Einheitspartei Deutschlands (SED) ein. Der SPD-Politiker, Widerstandskämpfer und spätere SED-Funktionär Erich Mückenberger (1971–1989 Vorsitzender der Zentralen Parteikontrollkommission beim Zentralkomitee der SED) war sein älterer Bruder. Joachim Mückenberger studierte in Leipzig Gesellschaftswissenschaften mit Schwerpunkt Kulturwissenschaften und schloss das Studium mit einem Diplom ab. Danach arbeitete er elf Jahre lang in der für Kultur zuständigen Abteilung des Zentralkomitees der SED.
1961 wurde Joachim Mückenberger zum Generaldirektor der DEFA ernannt. Dort förderte er unter anderem die Filmregisseure Frank Beyer und Kurt Maetzig. In seine Amtszeit fiel eine kulturpolitische Aufbruchszeit, in der die DEFA zahlreiche bis heute berühmte und beliebte Filme drehte, darunter Die Abenteuer des Werner Holt, Nackt unter Wölfen, Der geteilte Himmel; auch Komödien wie Karbid und Sauerampfer und Mir nach, Canaillen! oder den Indianerfilm Die Söhne der großen Bärin. 1965 begann unter Mückenbergers Ägide Frank Beyer mit der Romanverfilmung Spur der Steine. Zwölf DEFA-Filme, darunter Das Kaninchen bin ich, Denk bloß nicht, ich heule und Der Frühling braucht Zeit, gerieten Ende 1965 ins Visier des 11. Plenums des ZK der SED und wurden verboten. Mückenberger wurde 1966 von Kulturminister Klaus Gysi als DEFA-Generaldirektor entlassen.
Auf Initiative des Potsdamer Kulturfunktionärs Helmut Hanke wurde Mückenberger 1967 als Generaldirektor der Staatlichen Schlösser und Gärten Potsdam-Sanssouci eingesetzt und behielt dieses Amt bis 1990/91. In seine Amtszeit fiel die Restaurierung des Schlosstheaters im Neuen Palais (eröffnet 1969) und des Marstalls, in dem er 1981 das Filmmuseum Potsdam eröffnete.
Er war mit der Filmwissenschaftlerin Christiane Mückenberger (1928–2025) verheiratet. Sein gleichnamiger Sohn gehörte zu den Mauerspringern. Joachim Mückenberger starb am 19. März 2020 im Alter von 93 Jahren in Potsdam.

## Werke
- Zeitzeugengespräch: Joachim Mückenberger. Filminterview mit Ralf Schenk. à jour Film- und Fernsehproduktion GmbH 2000
- Jochen Mückenberger, Ralf Schenk: Die besten Jahre. Meine Zeit als DEFA-Generaldirektor 1961–1966; in: apropos: Film 2001, Das Jahrbuch der DEFA-Stiftung, Verlag Das Neue Berlin 2001